# American Journal of Archaeology
American Journal of Archaeology (AJA), es una revista científica de revisión por pares del Archaeological Institute of America. Se publica desde 1897, y se creó como continuación del American Journal of Archaeology and of the History of the Fine Arts fundado a su vez por la misma institución en 1885. La revista fue fundada en 1885 por los profesores de la Princeton University Arthur Frothingham y Allan Marquand. Frothingham fue el primer editor, y desempeñó este cargo hasta 1896.
La revista publica principalmente artículos sobre arte y arqueología de Europa y el Mediterráneo, incluyendo el Oriente Próximo y Egipto, desde la prehistoria hasta la antigüedad tardía. También publica revisiones de libros, exposiciones y necrológicas. Se publica en enero, abril, julio y octubre de cada año en ediciones impresa y electrónica.
La actual redactora jefe de la revista es Naomi J. Norman, jefa de departamento y profesora de clásicas en la University of Georgia, USA.